# Eucrosia bicolor
Eucrosia bicolor es una especie de planta bulbosa geófita perteneciente a la familia de las amarilidáceas. Es originaria de Ecuador y Perú.  Su hábitat natural son las tierras bajas estacionalmente secas.

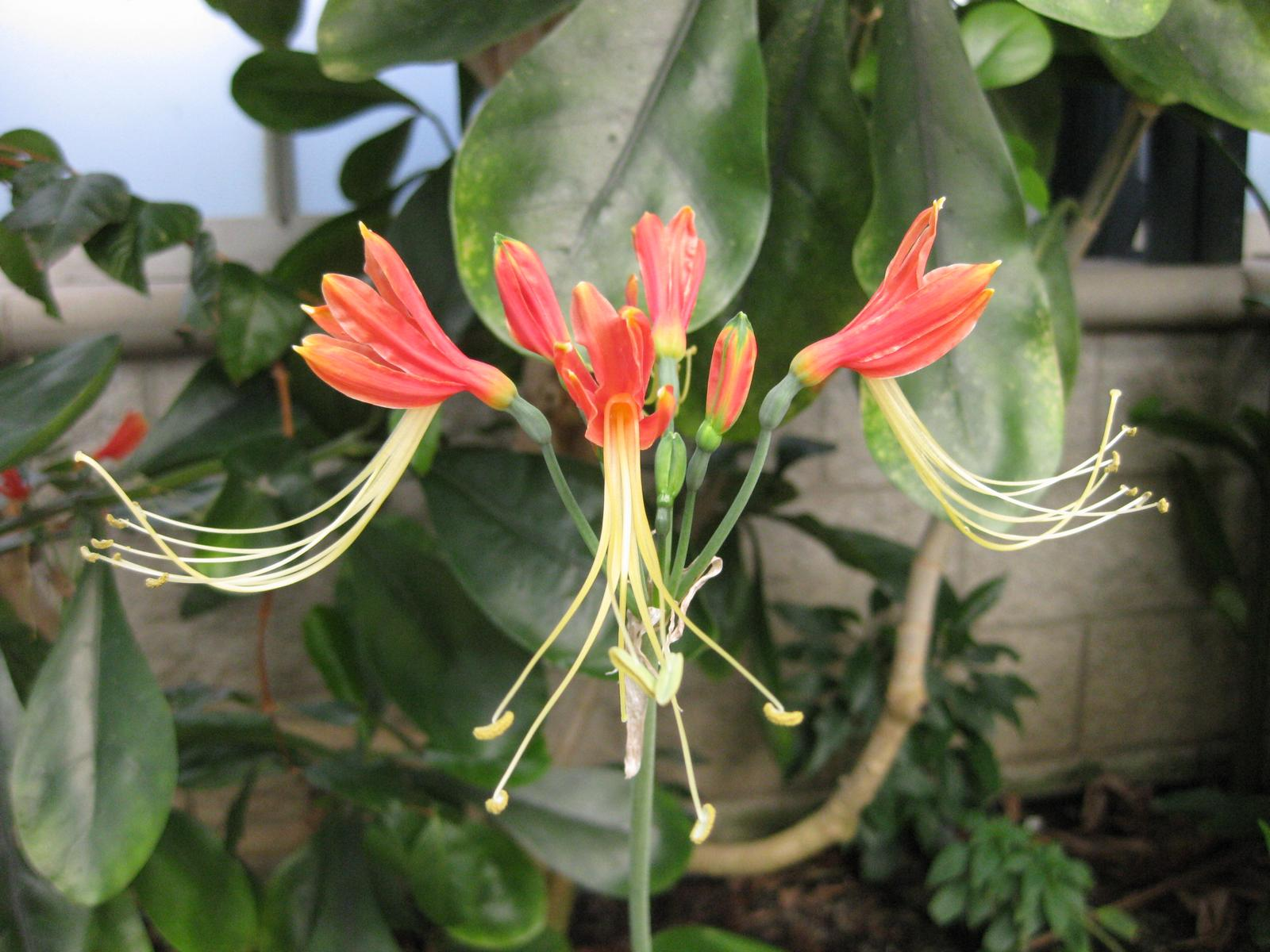
Inflorescencia

## Descripción
Fue la primera especie de Eucrosia en ser descrita científicamente, en 1816, y la primera en ser introducida en el cultivo en Europa, por primera vez en 1817. Es la especie más cultivada de Eucrosia.
Crece desde un bulbo de hasta 4,5 cm de diámetro. Las hojas ligeramente glaucas, que suelen aparecer por el tiempo de la floración, los pecíolos son cortos y las láminas de las hojas,tienen 20 cm de largo por 10 cm de ancho. Las flores se presentran en forma de umbela en un escapo de hasta 60 cm de altura, estas de color rojo pálido, con estambres prominentes y con filamentos largos. Los estambres son de color amarillo en la var. bicolor ecuatoriana y de color rojo y en la var. plowmanii peruana.

## Cultivo
Cuando se siembra en el cultivo en Europa, debe mantenerse seca a 10 °C o superior, cuando las hojas se marchitan, y regar de nuevo cuando las flores y las hojas comienzan a aparecer en primavera, entonces deben estar en un lugar soleado.

## Taxonomía
Eucrosia bicolor fue descrita por Ker Gawl. y publicado en Botanical Register; consisting of coloured... 3: pl. 207, en el año 1817.
Etimología
Eucrosia: nombre genérico que deriva del griego: eu = "hermosa" y krossos = "franja", en referencia a los largos estambres.
bicolor: epíteto latino que significa "con dos colores".
Variedades
- Eucrosia bicolor var. bicolor[6]